# ぎょしゃ座AE星
ぎょしゃ座AE星（AE Aurigae、AE Aur）は、ぎょしゃ座にある逃走星で、散光星雲IC 405を光らせる光源となっている恒星でもある。

## 特徴

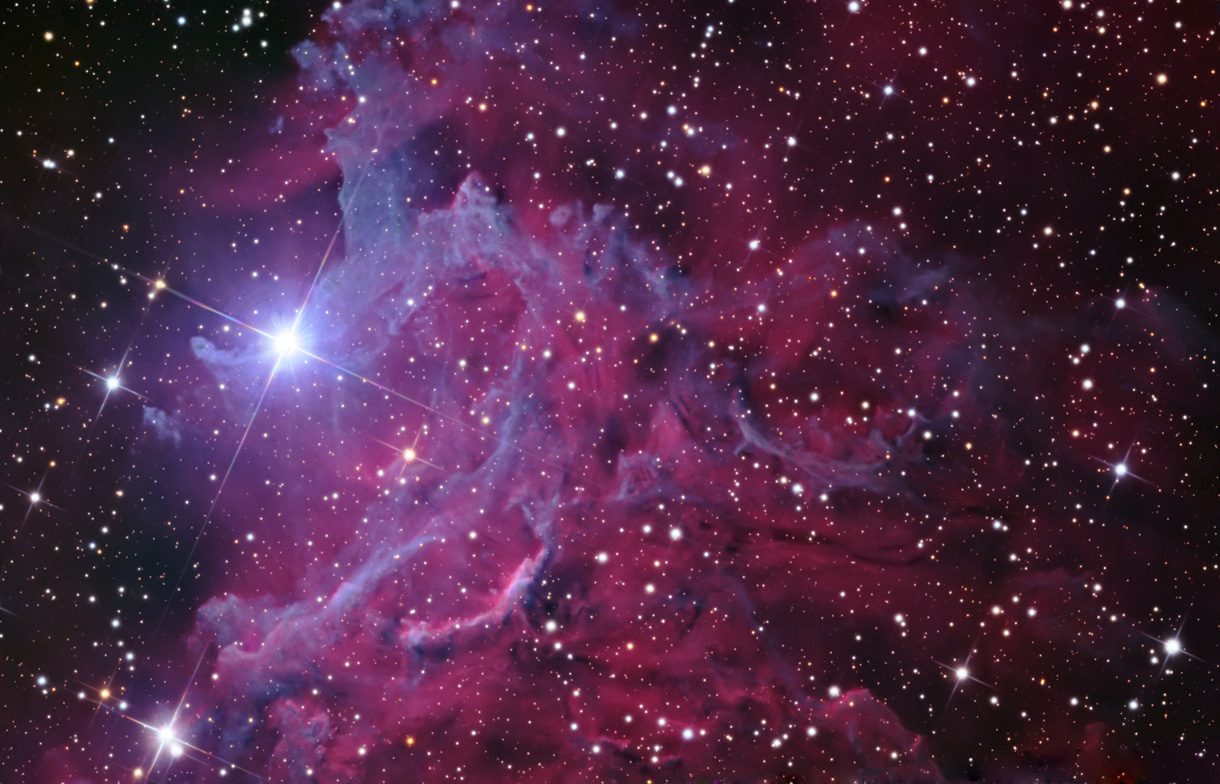
ぎょしゃ座AE星とそれを取り巻く散光星雲IC 405。出典: Adam Block / Mount Lemmon Sky Center / University of Arizona

### 物理的特徴
ぎょしゃ座AE星は、青色のO型主系列星で、視等級は平均で6等である。オリオン変光星に分類される変光星で、明るさは不規則に5.78等から6.08等まで変化する。地球からの距離は、およそ1,700光年と推定される。

### 逃走星
ぎょしゃ座AE星は逃走星で、二つの連星系の衝突によって連星系から弾き出されたと考えられている。同じ衝突で、はと座μ星も逃走星となった。衝突のもう一方の当事者は、連星系オリオン座ι星（のうち分光連星をなす2星）で、オリオン座ι星系の主星が、かつてぎょしゃ座AE星と連星系をなし、オリオン座ι星の伴星は、はと座μ星と連星系をなしていたとみられる。衝突は、およそ250万年前に、オリオン大星雲中のトラペジウム星団で起こったと考えられる。

### 星周構造
ぎょしゃ座AE星は、IC 405を光らせてはいるが、IC 405の元になる星雲から形成された恒星ではない。ぎょしゃ座AE星は、この星雲中を高速で通過している最中であり、移動に伴って強烈なバウショックを形成し、そこから高エネルギーの電磁波が放射される。

## 重星
ぎょしゃ座AE星から8.8秒離れた位置に8等級の恒星があり、ぎょしゃ座AE星Bと呼ばれる。しかし、これは見かけの伴星で、重力的に結びつきはないとされる。
218秒離れた位置にあるA5型星HD 34042も、ワシントン重星カタログにはぎょしゃ座AE星Cとして記載がある。これも、固有運動がぎょしゃ座AE星とは異なり、連星ではないとみられる。
補償光学を用いた観測から、0.35秒離れた位置に11等級くらいの恒星が検出された。しかし、これは補償光学における虚像ではないかとされている。